# Crateri di Dione
Segue una lista dei crateri d'impatto presenti sulla superficie di Dione. La nomenclatura di Dione è regolata dall'Unione Astronomica Internazionale; la lista contiene solo formazioni esogeologiche ufficialmente riconosciute da tale istituzione.
I crateri di Dione portano i nomi di personaggi e luoghi tratti dall'Eneide di Virgilio.

## Prospetto
| Cratere   | Eponimo | Latitudine | Longitudine | Diametro |
| --------- | --- | ---------- | ----------- | -------- |
| Acestes   | Aceste - Re di Sicilia. | 50,1° N    | 243,37° W   | 108 km   |
| Adrastus  | Adrasto - Re di Argo, incontrato da Enea nel suo viaggio all'Ade.                                                                                              | 61,66° S   | 46,57° W    | 38,5 km  |
| Aeneas    | Enea - Principe troiano. | 25,89° N   | 46,27° W    | 161 km   |
| Alcander  | Alcandro - Troiano, vittima di Turno. | 52,89° S   | 295,49° W   | 120 km   |
| Allecto   | Aletto - Una delle Furie. | 7,73° S    | 224,56° W   | 106 km   |
| Amastrus  | Amastro - Troiano, vittima di Camilla. | 9,96° S    | 237,03° W   | 62,4 km  |
| Amata     | Amata - Moglie di Latino. | 5,17° N    | 279,81° W   | 76 km    |
| Amycus    | Amico - Troiano, compagno di Enea, ucciso da Turno. | 37,52° S   | 88,62° W    | 27,3 km  |
| Anchises  | Anchise - Padre di Enea. | 34° S      | 65° W       | 47 km    |
| Anna      | Anna Perenna - Sorella e confidente di Didone. | 63,38° S   | 89,96° W    | 14,2 km  |
| Antenor   | Antenore - Vecchio troiano. | 7° S       | 11,54° W    | 81 km    |
| Ascanius  | Ascanio - Figlio di Enea e Creusa. | 33,43° N   | 232,18° W   | 98 km    |
| Assaracus | Assarco - Uno dei re di Troia, figlio di Troo. | 32,65° N   | 8,79° W     | 60 km    |
| Aulestes  | Auleste - Re etrusco, alleato di Enea, ucciso da Messapo. | 9,9° N     | 147,73° W   | 50 km    |
| Butes     | Bute - Amico di Anchise. | 65,72° N   | 46,4° W     | 35 km    |
| Caieta    | Caieta - Nutrice di Enea. | 24,71° S   | 79,63° W    | 50 km    |
| Camilla   | Camilla - Regina volsca. | 4,36° S    | 60,61° W    | 31,9 km  |
| Cassandra | Cassandra - Principessa troiana. | 39,84° S   | 246,22° W   | 13 km    |
| Catillus  | Catillo l'Arcade - Fondatore di Tivoli. | 2,38° S    | 275,3° W    | 42,2 km  |
| Coras     | Cora - Fratello di Catillo e fondatore di Tivoli. | 0,39° N    | 268,45° W   | 43 km    |
| Cretheus  | Creteo - Guerriero e aedo troiano ucciso da Turno nel campo di Enea attaccato dai Rutuli.                                                                      | 43,35° S   | 88,53° W    | 29 km    |
| Creusa    | Creusa - Principessa troiana, prima moglie di Enea | 49,19° N   | 76,32° W    | 36,2 km  |
| Daucus    | Dauco - Suddito di Latino, padre dei gemelli Laride e Timbro.                                                                                                  | 15,38° S   | 301,14° W   | 80 km    |
| Dercennus | Dercenno - Antico re dei Laurenziani. | 29,75° N   | 279,93° W   | 86,2 km  |
| Dido      | Didone - Regina cartaginese. | 23,97° S   | 18,82° W    | 122 km   |
| Entellus  | Entello - Campione sicano di pugilato. | 10,93° S   | 210,54° W   | 63 km    |
| Erulus    | Erilo - Figlio mostruoso della dea Feronia. | 35° S      | 104,76° W   | 120 km   |
| Eumelus   | Eumelo - Compagno troiano di Enea. | 0,1° S     | 65,96° W    | 35,1 km  |
| Euryalus  | Eurialo - Compagno troiano di Enea, amico di Niso. | 74,36° S   | 0° W        | 35 km    |
| Evander   | Evandro - Figlio di Mercurio e Carmenta, alleato di Enea contro i Latini, mitico re dell'Arcadia, fondatore e re di Pallanteo, eretta sul futuro sito di Roma. | 57° S      | 145° W      | 350 km   |
| Fadus     | Fado - Guerriero rutulo ucciso nel sonno da Eurialo. | 35,94° S   | 225,18° W   | 47 km    |
| Galaesus  | Galeso - Anziano suddito del Re Latino. | 46,77° N   | 296,25° W   | 79 km    |
| Haemon    | Emone - Padre di un giovane sacerdote latino ucciso da Enea.                                                                                                   | 84,33° N   | 276,31° W   | 65,22 km |
| Halys     | Alio - Guerriero troiano ucciso da Turno. | 59,17° S   | 53,72° W    | 35,2 km  |
| Herbesus  | Erbeso - Guerriero rutulo ucciso nel sonno da Eurialo. | 34,68° N   | 156,11° W   | 58,4 km  |
| Iasus     | Iaso - Nome di due personaggi: il padre di Palinuro e il padre di Iapige.                                                                                      | 22,13° S   | 245,92° W   | 54 km    |
| Ilia      | Ilia - Madre di Romolo e Remo. Nota anche come Rea Silvia. | 0,5° S     | 346,27° W   | 52,4 km  |
| Italus    | Italo - Re degli Enotri. | 18,47° S   | 76,41° W    | 35,7 km  |
| Lagus     | Lago - Guerriero di Turno, ucciso da Pallante. | 13,56° S   | 102,95° W   | 77 km    |
| Lamyrus   | Lamiro - Guerriero di Turno, decapitato nel sonno da Niso. | 53,67° N   | 255,61° W   | 61 km    |
| Larides   | Laride - Guerriero latino, gemello di Timbro, ucciso da Pallante.                                                                                              | 7,17° N    | 311,42° W   | 29 km    |
| Latagus   | Latago - Soldato troiano ucciso da Mezenzio. | 14,65° N   | 26,46° W    | 41 km    |
| Latinus   | Latino - Re del Lazio, padre di Lavinia. | 52,19° N   | 201° W      | 130 km   |
| Lausus    | Lauso - Principe etrusco, ucciso da Enea. | 34,81° N   | 22,76° W    | 23,5 km  |
| Liger     | Ligeri - Soldato di Turno, fratello di Lucago, ucciso da Enea.                                                                                                 | 24° N      | 126,63° W   | 53 km    |
| Lucagus   | Lucago - Soldato di Turno, fratello di Ligeri, ucciso da Enea.                                                                                                 | 22,15° N   | 131,25° W   | 45,7 km  |
| Magus     | Mago - Guerriero rutulo ucciso da Enea. | 18,44° N   | 24,35° W    | 45,8 km  |
| Massicus  | Massico - Re etrusco alleato di Enea. | 35° S      | 55,39° W    | 39 km    |
| Metiscus  | Metisco - Auriga di Turno. | 6° N       | 93,29° W    | 43,8 km  |
| Mezentius | Mezenzio - Re etrusco, alleato di Turno, padre di Lauso. | 19,16° N   | 183° W      | 51 km    |
| Murranus  | Murrano - Un guerriero latino, amico di Turno, ucciso da Enea.                                                                                                 | 12,82° N   | 90,73° W    | 56,8 km  |
| Nisus     | Niso - Compagno troiano di Enea, amico di Eurialo. | 68,18° S   | 335° W      | 35 km    |
| Oebalus   | Ebalus - Figlio del re Telone di Capri e alleato di Turno. | 44,47° N   | 351,6° W    | 35,7 km  |
| Pagasus   | Pagaso - Etrusco ucciso da Camilla. | 3° S       | 241° W      | 67 km    |
| Palinurus | Palinuro - Nocchiero di Enea. Questo cratere è utilizzato per definire il meridiano fondamentale di Dione.                                                     | 3,3° S     | 63° W       | 11,9 km  |
| Phaleris  | Falari - Troiano ucciso da Turno che prese parte nella difesa del campo di Enea attaccato dai Rutuli.                                                          | 77,4° S    | 166,58° W   | 44 km    |
| Phorbas   | Forbante - Troiano, amico di Palinuro. | 81,2° N    | 131,29° W   | 69,3 km  |
| Prytanis  | Pritani - Troiano che prese parte nella difesa del campo di Enea attaccato dai Rutuli, ucciso da Turno.                                                        | 46,25° S   | 287,4° W    | 96 km    |
| Remus     | Remo - Condottiero rutulo, decapitato nel sonno da Niso. | 13,58° S   | 31,9° W     | 62 km    |
| Ripheus   | Rifeo - Soldato troiano ucciso dai Greci durante l'incendio della sua città.                                                                                   | 56,47° S   | 36,8° W     | 34 km    |
| Romulus   | Romolo - Fondatore di Roma. | 8,15° S    | 26,85° W    | 90,7 km  |
| Sabinus   | Sabino - Mitico antenato dei Sabini. | 43,65° S   | 186,66° W   | 88 km    |
| Sagaris   | Sagari - Servo di Enea. | 4,93° N    | 104,2° W    | 53 km    |
| Salius    | Salio - Giovane siciliano unitosi a Enea e ai suoi compagni, ucciso da Nealce.                                                                                 | 65,09° N   | 181,73° W   | 44 km    |
| Silvius   | Silvio - Figlio di Enea e Lavinia. | 32,7° S    | 332,26° W   | 74 km    |
| Sulmo     | Sulmone - Cavaliere rutulo padre di quattro figli, ucciso da Niso.                                                                                             | 55,92° N   | 333,5° W    | 56 km    |
| Tereus    | Tereo - Troiano, ucciso da Camilla. | 2,6° S     | 245° W      | 45 km    |
| Thymber   | Timbro - Guerriero latino, figlio di Dauco, gemello di Laride, ucciso da Pallante.                                                                             | 14° N      | 309,15° W   | 27,29 km |
| Telon     | Telone - Re dell'isola di Capri e padre di Ebalo. | 16,2° S    | 97,2° W     | 39,7 km  |
| Tiburtus  | Tiburto - Fratello dei gemelli Catillo e Cora, fondatore di Tivoli, a cui diede il proprio nome (Tibur).                                                       | 29,11° N   | 189,73° W   | 59 km    |
| Turnus    | Turno - Re dei Rutuli. | 15,59° N   | 345,31° W   | 101 km   |
| Tyrrhus   | Tirro - Guardiano delle greggi di Latino, padre di Almone e Silvia.                                                                                            | 24,7° N    | 287,9° W    | 49,1 km  |
| Volcens   | Volcente - Condottiero dei Rutuli, luogotenente di Turno, ucciso da Niso.                                                                                      | 13,84° S   | 268,51° W   | 74 km    |